# بني بحيش (أرحب)

تعديل مصدري - تعديل

بني بحيش هي إحدى قرى عزلة المنصور بمديرية أرحب التابعة لمحافظة صنعاء، بلغ تعداد سكانها 133 نسمة حسب تعداد اليمن لعام 2004.